# Margie Sudre
Margie Sudre (Vinh, Vietnã, 17 de outubro de 1943) é uma política francesa e membro do Parlamento Europeu, representando a França.
Antes de sua eleição para o Parlamento Europeu, Margie Sudre ocupou vários cargos políticos, locais e nacionais, tais como: Presidente do Conselho Regional da Ilha de Reunião (1993-1998) e Secretária de Estado do Mundo Francofóno (1995-1997). Ela esteve envolvida para tornar o francês a segunda língua oficial dos Jogos Olímpicos de Verão de 1996, em Atlanta.
Ela é membro da União por um Movimento Popular.